# Sophira plagifera
Sophira plagifera är en tvåvingeart som först beskrevs av Walker 1860.  Sophira plagifera ingår i släktet Sophira och familjen borrflugor. Inga underarter finns listade i Catalogue of Life.